# Olexandr Volynets
Olexandr Volynets –en ucraniano, Олександр Вікторович Волинець– (Ternópil, URSS, 9 de octubre de 1974) es un deportista ucraniano que compitió en natación, especialista en el estilo libre.
Ganó dos medallas de bronce en el Campeonato Mundial de Natación en Piscina Corta, en los años 2002 y 2006, dos medallas en el Campeonato Europeo de Natación, plata en 2006 y bronce en 2002, y ocho medallas en el Campeonato Europeo de Natación en Piscina Corta entre los años 2000 y 2004.
Participó en dos Juegos Olímpicos de Verano, ocupando el octavo lugar en Sídney 2000 y el séptimo en Atenas 2004, en la prueba de 50 m libre.

## Palmarés internacional
| Campeonato Mundial en Piscina Corta | Campeonato Mundial en Piscina Corta | Campeonato Mundial en Piscina Corta | Campeonato Mundial en Piscina Corta |
| Año                                 | Lugar                               | Medalla                             | Prueba                              |
| ----------------------------------- | ----------------------------------- | ----------------------------------- | ----------------------------------- |
| 2002                                | Moscú (Rusia)                       | Medalla de bronce                   | 50 m libre                          |
| 2006                                | Shanghái (China)                    | Medalla de bronce                   | 50 m libre                          |
| Campeonato Europeo                  |                                     |                                     |                                     |
| Año                                 | Lugar                               | Medalla                             | Prueba                              |
| 2002                                | Berlín (Alemania)                   | Medalla de bronce                   | 50 m libre                          |
| 2006                                | Budapest (Hungría)                  | Medalla de plata                    | 50 m libre                          |
| Campeonato Europeo en Piscina Corta |                                     |                                     |                                     |
| Año                                 | Lugar                               | Medalla                             | Prueba                              |
| 2000                                | Valencia (España)                   | Medalla de plata                    | 4 × 50 m estilos                    |
| 2000                                | Valencia (España)                   | Medalla de bronce                   | 50 m libre                          |
| 2001                                | Amberes (Bélgica)                   | Medalla de oro                      | 4 × 50 m libre                      |
| 2001                                | Amberes (Bélgica)                   | Medalla de plata                    | 50 m libre                          |
| 2001                                | Amberes (Bélgica)                   | Medalla de plata                    | 50 m libre                          |
| 2002                                | Riesa (Alemania)                    | Medalla de bronce                   | 4 × 50 m libre                      |
| 2002                                | Riesa (Alemania)                    | Medalla de bronce                   | 4 × 50 m estilos                    |
| 2003                                | Dublín (Irlanda)                    | Medalla de bronce                   | 4 × 50 m libre                      |
| 2004                                | Viena (Austria)                     | Medalla de plata                    | 4 × 50 m estilos                    |